# 9934 Каччіопполі
9934 Каччіопполі (9934 Caccioppoli) — астероїд головного поясу, відкритий 20 жовтня 1985 року.
Тіссеранів параметр щодо Юпітера — 3,330.